# Чёрный уголь, тонкий лёд
«Чёрный у́голь, то́нкий лёд» (кит. 白日焰火, пиньинь báirì yànhuǒ, палл. байжи яньхо; дословно с китайского — Дневны́е фейерве́рки) — китайский фильм 2014 года режиссёра Дяо Инаня. Фильм был показан на 64-м Берлинском международном кинофестивале, где получил главную награду «Золотой медведь», а Ляо Фань получил премию «Серебряный медведь» за лучшую мужскую роль.

## Сюжет
В 1999 году в разных городах провинции Хэйлунцзян в поставках угля находят расчленённое тело. Детективу Чжану поручают расследовать преступление. Умершего опознают как рабочего угольного завода по имени Лян Чжицзюнь. Когда Чжан с Ваном и другими полицейскими допрашивают подозреваемого и его брата, подозреваемый убивает двух полицейских. Чжан убивает его, но сам получает ранение. 
Чжан и Ван возвращают прах Ляна его вдове У, работнице прачечной. У захоранивает прах под деревом рядом с прачечной.
В 2004 году Чжан уже уволился из полиции и работает охранником. После встречи с Ваном он узнаёт, что произошло ещё два убийства в похожем стиле. Жертв объединяет то, что они встречались с У, а также были одеты в коньки в момент убийства. Чжан решает произвести расследование и приходит в прачечную, где работает У. Владелец прачечной говорит ему, что держит У только из сочувствия, и что пять лет назад она испортила очень дорогую куртку, хотя владелец куртки перестал жаловаться и пропал несколько дней спустя. Чжан приглашает У сходить на каток. Ван следует за ними и замечает, что за ними следует ещё один мужчина. Ван пытается его арестовать, но тот убивает Вана при помощи лезвий коньков. Через несколько дней после этого Чжан пытается отследить мужчину с катка и видит, как тот выбрасывает с моста мешки в поезд, загруженный углём.
Полиция пытается допросить У по поводу убийств, но она говорит, что будет разговаривать только с Чжаном. Она говорит, что Лян на самом деле не умер, а убил кого-то во время ограбления, а после этого преследовал её и убивал всех, с кем она встречалась. Чжан убеждает У помочь полиции задержать Ляна. Во время задержания Лян замечает полицию, бежит и в процессе погони погибает. Полиция просит У отдать прах, полученный ею в 1999 году, но она говорит, что выбросила его в реку. Чжан начинает подозревать, что тут что-то не так, поскольку видел, как она закапывала прах. Он возвращается в прачечную и пытается отследить владельца куртки, пропавшего пять лет назад. Он выходит на владелицу клуба, которая говорит, что её муж пропал после того, как ушёл с женщиной.
Полиция допрашивает У по поводу куртки, и она сознаётся в убийстве. Она говорит, что не могла позволить себе выплатить урон за повреждение куртки. Владелец пытался склонить её к сексу с ним, поэтому она решила убить его. У также говорит, что Лян не участвовал в убийстве, и что она предала его. 

## В ролях
- Ляо Фань[англ.] — Чжан Цзыли
- Квай Луньмэй[англ.] — У Чжичжэнь
- Ван Сюэбин[кит.] — Лян Чжицзюнь
- Ван Цзинчунь[кит.] — Жун Жун
- Юй Айлэй[вд] — капитан полиции Ван
- Ни Цзинъян[вд] — Су Лицзюань